# World Cleanup Day

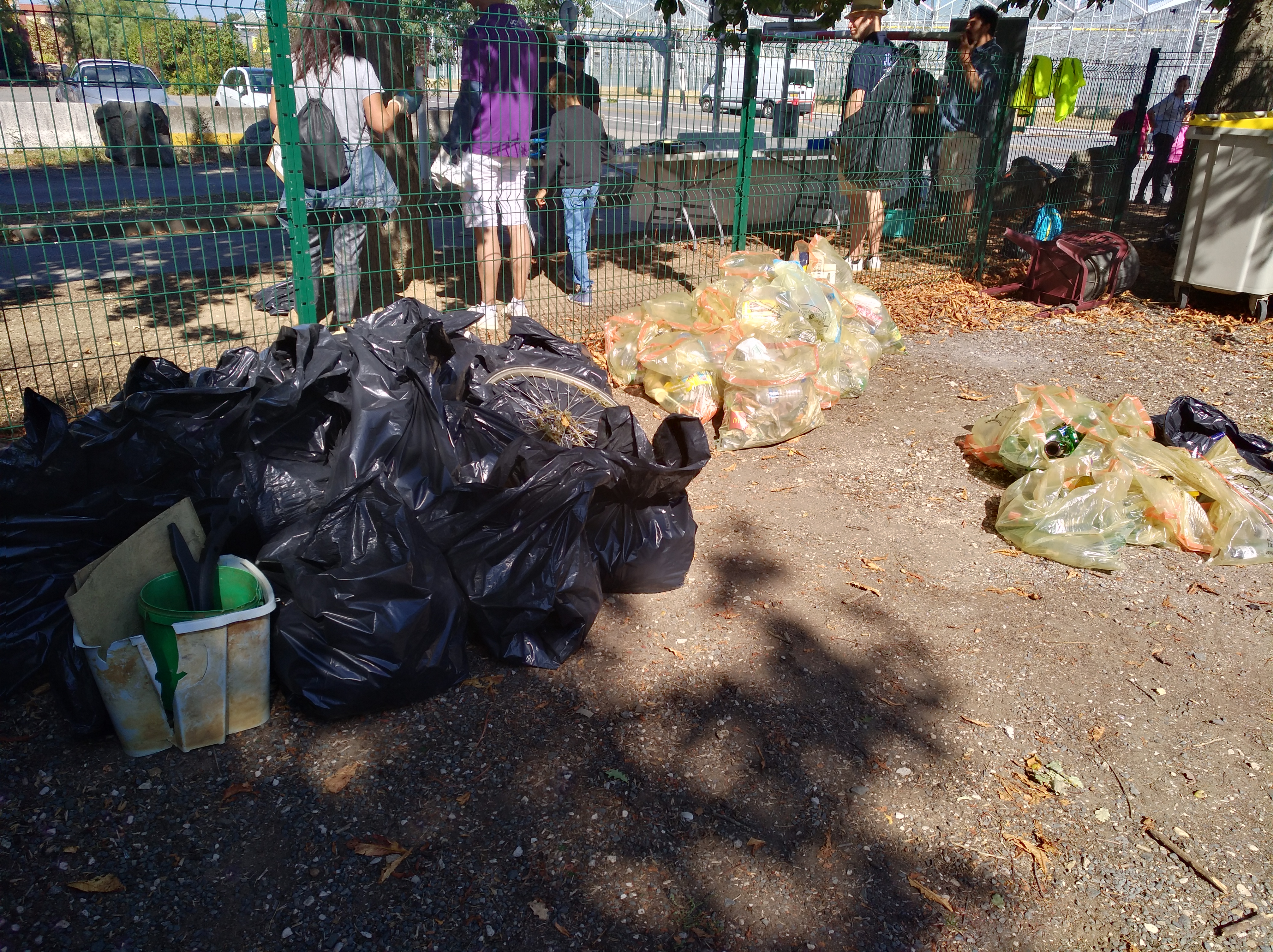
Gesammelter Müll

Der World Cleanup Day, deutsch Weltaufräumtag, ist ein weltweiter Aktionstag im Rahmen sozialen Handelns, bei dem die Umwelt von Müll befreit werden soll. Er findet jeweils am 20. September statt und ist seit 2024 ein offizieller Aktionstag der Vereinten Nationen (UN). Nach Angaben der Initiatoren Let's Do It World nehmen mehr als 20 Millionen Menschen in über 190 Staaten teil.
An den Wohnorten der Teilnehmer finden sich Gruppen, die gemeinsam den Müll von Straßen, Plätzen, Gewässern oder Naturflächen aufsammeln. Der Müll wird dabei an einem Sammelort separiert sowie aufgehäuft und später jeweils vom kommunalen Abfallentsorger abtransportiert. In Deutschland wird der World Cleanup Day vom gemeinnützigen Verein Let's Do It! Germany (World Cleanup NGO) ausgerichtet.

## Geschichte
Mit dem Müllsammel-Projekt Clean Up the World wurde in Australien das gemeinschaftliche Müllaufsammeln 1989 eingeführt. Die Stiftung „Let's Do It“ führte 2008 erstmals einen Aktionstag zur Reinigung der Meeresküste in Estland durch. 2017 wurde in den Vereinigten Staaten der National CleanUp Day gegründet.
Der erste World Cleanup Day fand am 18. September 2018 statt. Der zweite Aktionstag am 21. September 2019 wurde gleichzeitig mit dem Weltfriedenstag und einem Klimastreik-Tag durchgeführt.
Seit 2020 gibt es auch einen Digital Cleanup Day, der für die Umweltauswirkungen der digitalen Industrie sensibilisieren soll und dazu aufruft, unnötige Daten zu löschen.

## Entwicklung der Teilnehmerzahlen in Deutschland
Der Trägerverein in Deutschland, Let’s Do It! Germany e. V. hat folgende Teilnehmerzahlen evaluiert:
- 2018: 20.000 Teilnehmende in 260 Cleanups
- 2019: 36.500, 500 Cleanups, 200 Kommunen
- 2020: 83.600, 1.200 Cleanups, 448 Kommunen
- 2021: 189.626, 3.217 Cleanups, 836 Kommunen
- 2022: 292.460, 4.238 Cleanups, 1.338 Kommunen[5]
- 2023: 438.380, 9.127 Cleanups, 2.073 Kommunen
- 2024: 631.300 Teilnehmende bei 10.790 Aktionen, mit durchschnittlich pro Person 2,6 kg gesammelten Mülls[6]

## Ähnliches
Neben den Cleanups zum „Weltaufräumtag“ werden weitere lokale, regionale oder auch themenspezifische entsprechende Aktionen durchgeführt wie Flussufer-Aufräumen, z. B. ebenfalls im September 2024 am Oberrhein im südbadischen Bad Bellingen ein „Rhein-Cleanup“ oder im Frühjahr des Jahres die „Schwarzwald CleanUP Days“.